# Cryptocranium laterale
Cryptocranium laterale là một loài bọ cánh cứng trong họ Cerambycidae.